# Два вікові ясени
Два вікови́х я́сени — ботанічна пам'ятка природи місцевого значення в Україні. Об'єкт природно-заповідного фонду Львівської області.
Розташована в межах Золочівського району Львівської області, у місті Глиняни, вул. Шевченка (на території церкви).
Площа природоохоронної території 0,05 га. Статус надано 1984 року. Перебуває у віданні Глинянської міської ради.
Статус надано для збереження двох екземплярів вікових ясенів. Станом на 2017 рік збереглось лише одне дерево. Станом на кінець 2020 року знищено другий ясен.[джерело?]